# مجمع ناصر الطبي
مجمع ناصر الطبي الحكومي وعُرف سابقًا باسم مستشفى ناصر هو أحد مستشفيات وزارة الصحة الفلسطينية العاملة في مدينة خان يونس جنوب قطاع غزة.

## التاريخ
بدأ بناء مستشفى ناصر في خان يونس عام 1957 وافتتح عام 1960 إبان فترة الإدارة المصرية لقطاع غزة على موقع ثكنات عسكرية بريطانية تأسست في عقد 1940 لغايات الحجر الصحي وأمراض الحمى.
سُمي المستشفى نسبة إلى الرئيس المصري جمال عبد الناصر.
خلال حرب النكسة عام 1967، تحول المستشفى لعلاج الجنود الجرحى ولاحقًا عاد لخدمة السكان المدنيين وكان يضم 160 سريرًا.
بين عامي 1972 وفبراير 1974، كان المستشفى مغلقًا لغايات الترميم ومضاعفة طاقته الاستيعابية من الأسرة من 112 سريرًا إلى 210 سرير، يُضاف إليها 20 سرير لقسم العظام.
ورد في تقرير لمنظمة الصحة العالمية حول الأوضاع الصحية للسكان العرب في المناطق المحتلة عام 1987 أن الاحتلال الإسرائيلي أغلق قسم العظام في المستشفى في ديسمبر 1984 بدعوى تلوثه ونقلت نشاطه إلى مستشفى الشفاء في غزة.
في عام 1985 كان المستشفى يضم 243 سريرًا ويتكون من أقسام الباطنة والجراحة والطوارئ والأطفال والنساء والولادة والمختبر وبنك الدم.
في عام 1994، أنشئ مبنى جديد سُمي مستشفى التحرير وهو يتبع مجمع ناصر الطبي، ويتكون من 3 طبقات خُصص للعلاج الطبيعي، والعيادات الخارجية، والاستقبال، والولادة والعمليات، والأطفال والحضانة.
في عام 2016، انطلقت حملة تبرعات أهلية في خان يونس لإعادة ترميم وتحديث المستشفى.
في عام 2017، أرسل الهلال الأحمر القطري تبرعًا بقيمة 284 ألف دولارأمريكي لصالح إعادة ترميم وتوسعة وتجهيز قسم القلب في المجمع.
بلغ عدد موظفي المستشفى عام 2021 حوالي 1127 موظفًا، وبلغت قدرة المستشفى السريرية نحو 512 سريرًا طبيًا.

## حصار وقصف المستشفى

### 2023
وفي 30 نوفمبر 2023، قالت وزارة الصحة في غزة بأن الوضع الطبي في المجمع "كارثي"؛ نظراً لعدم قدرته على استقبال حالات مرضية، وأن المرضى يتلقون العلاج على الأرضيات وفي الممرات.
عاودت مشرحة المستشفى استقبال ضحايا القصف البري والجوي والبحري الإسرائيلي على القطاع بعد أن انتهت الجمعة 1ديسمبر 2023 هدنة الأسبوع بين الاحتلال وحماس.
وفي 17 ديسمبر 2023، استقبل المستشفى جثامين 28 فلسطينياً، قتلتهم الغارات الإسرائيلية المتواصلة على خان يونس.
2024
وفي 18 يناير 2024، قصفت القوات الإسرائيلية التي تقاتل للسيطرة على المدينة الرئيسة في جنوب غزة، مناطق قريبة من أكبر مستشفى لا يزال يعمل في القطاع، مما دفع المرضى والسكان إلى الفرار من معركة يخشون أن تدمر المدينة.
وفي 23 يناير 2024، أعلنت وزارة الصحة في غزة، أن الدبابات الإسرائيلية تقصف مستشفى ناصر، مشيرة إلى أنها أطلقت النار بكثافة على الطوابق العلوية بمبنى الجراحات التخصصية ومبنى الطوارئ في المستشفى وأوقعت عشرات الإصابات.
وفي 10 فبراير 2024، أفاد المتحدث باسم وزارة الصحة في غزة أشرف القدرة، بسقوط شخص وإصابة آخرين جراء إطلاق قوات إسرائيلية النار داخل مجمع ناصر، مطالبًا المؤسسات الأممية بالتواجد داخل المجمع لحمايته وحماية الموجودين فيه.
وفي 13 فبراير 2024، قال المتحدث باسم وزارة الصحة في غزة، أشرف القدرة، إن الوضع يزداد سوءاً في مجمع ناصر الطبي، موضحاً أن القوات الإسرائيلية أبلغت إدارة المجمع بإخلاء المستشفى من النازحين والإبقاء على المرضى والكوادر الصحية فقط.
وفي 15 فبراير 2024، أعلن جيش الاحتلال الإسرائيلي أن قوات خاصة إسرائيلية تعمل داخل مستشفى ناصر، مضيفاً أن لديه معلومات موثوقة بأن جثث لرهائن احتجزوا يوم السابع من أكتوبر الماضي، قد تكون موجودة في المستشفى. فيما حذرت وزيرة الصحة الفلسطينية، مي الكيلة، من كارثة إنسانية وشيكة جراء ما أصدرته قوات الجيش الإسرائيلي من أوامر بإجبار المواطنين على إخلاء المجمع، الذين نزحوا إليه قسراً.
وفي 16 فبراير 2024، أعلنت وزارة الصحة في غزة، وفاة مريضة في مجمع ناصر الطبي، نتيجة انقطاع الكهرباء، وتوقف إمدادات الأكسجين، ليصل العدد إلى 5 ضحايا.
وفي 18 فبراير 2024، أعلنت وزارة الصحة في غزة ومنظمة الصحة العالمية عن خروج مستشفى ناصر عن الخدمة بسبب نقص الوقود والقتال الدائر بمحيط المستشفى.
وفي 21 فبراير 2024، أعلنت وزارة الصحة في غزة، وفاة 8 مرضى نتيجة توقف المولد الكهربائي ووقف الأكسجين عن المرضى في مستشفى ناصر.